# Ivica Brzić
Ivica Brzić (srbskou cyrilicí Ивица Брзић; 28. května 1941, Novi Sad - 2. června 2014, Novi Sad) byl jugoslávský fotbalista srbské národnosti, záložník. Po skončení aktivni kariéry působil jako trenér.

## Fotbalová kariéra
Hrál v jugoslávské liza za RFK Novi Sad 1921, FK Željezničar Sarajevo a FK Vojvodina Novi Sad. Nastoupil ve 200 ligových utkáních, dal 5 gólů a s Vojvodinou Novi Sad vyhrál v roce 1966 jugoslávskou ligu. Od roku 1972 hrál v rakouské bundeslize za Alpine Donawitz a SK VÖEST Linz, nastoupil ve 134 ligových utkáních a dal 8 gólů. V Poháru mistrů evropských zemí nastoupil v 9 utkáních a dal 1 gól, v Poháru UEFA nastoupil ve 2 utkáních a ve Veletržním poháru nastoupil v 10 utkáních. Byl členem stříbrné jugoslávské reprezentace na Mistrovství Evropy ve fotbale 1968, ale v utkání nenastoupil. Za reprezentaci Jugoslávie nastoupil v roce 1966 v přátelském utkání proti Sovětskému svazu. 

## Ligová bilance
| Ročník                                  | Zápasy | Góly | Klub                    |
| --------------------------------------- | ------ | ---- | ----------------------- |
| Jugoslávská Prva liga 1961/1962         | 21     | 0    | RFK Novi Sad 1921       |
| Jugoslávská Prva liga 1962/1963         | 19     | 0    | RFK Novi Sad 1921       |
| Jugoslávská Prva liga 1963/1964         | 26     | 0    | RFK Novi Sad 1921       |
| Jugoslávská Prva liga 1964/1965         | 13     | 0    | FK Željezničar Sarajevo |
| Jugoslávská Prva liga 1964/1965         | 13     | 0    | FK Vojvodina Novi Sad   |
| Jugoslávská Prva liga 1965/1966         | 29     | 0    | FK Vojvodina Novi Sad   |
| Jugoslávská Prva liga 1966/1967         | 30     | 0    | FK Vojvodina Novi Sad   |
| Jugoslávská Prva liga 1967/1968         | 30     | 0    | FK Vojvodina Novi Sad   |
| Jugoslávská Prva liga 1968/1969         | 16     | 0    | FK Vojvodina Novi Sad   |
| Jugoslávská Prva liga 1969/1970         | 25     | 4    | FK Vojvodina Novi Sad   |
| Jugoslávská Prva liga 1970/1971         | 26     | 1    | FK Vojvodina Novi Sad   |
| Jugoslávská Prva liga 1971/1972         | 31     | 0    | FK Vojvodina Novi Sad   |
| Rakouská fotbalová Bundesliga 1972/1973 | 21     | 5    | Alpine Donawitz         |
| Rakouská fotbalová Bundesliga 1973/1974 | 32     | 1    | Alpine Donawitz         |
| Rakouská fotbalová Bundesliga 1974/1975 | 34     | 1    | SK VÖEST Linz           |
| Rakouská fotbalová Bundesliga 1975/1976 | 31     | 0    | SK VÖEST Linz           |
| Rakouská fotbalová Bundesliga 1976/1977 | 16     | 1    | SK VÖEST Linz           |
| CELKEM 1. jugoslávská liga              | 280    | 5    |                         |
| CELKEM Rakouská fotbalová Bundesliga    | 134    | 8    |                         |